# Это (Секретные материалы)
«Это» (англ. This) — второй эпизод одиннадцатого сезона американского научно-фантастического телесериала «Секретные материалы». Премьера состоялась 10 января 2018 года. Сценаристом и режиссёром серии выступил Глен Морган.

## Сюжет
Агенты Скалли и Малдер дремлют перед телевизором в доме Малдера. Внезапно активизируется телефон Малдера, на экране которого появляется искажённое изображение Ричарда Лэнгли, одного из давних друзей Малдера и участника «Одиноких стрелков». Это становится полной неожиданностью для агентов, ведь Лэнгли умер 16 лет назад.
Три вооружённых человека в масках внезапно вламываются в дом; завязывается перестрелка. Двое из трех нападавших убиты, третьему удаётся ускользнуть. Появляется вторая группа вооруженных людей. Скалли звонит Уолтеру Скиннеру, который приказывает им сдаться. Группа бойцов проникает в дом и заковывает агентов в наручники. Малдеру и Скалли удаётся сбежать и скрыться в лесу, где их замечает Скиннер. Он объясняет, что нападавшие из американской охранной фирмы «Perlu Services» со штаб-квартирой в Москве, и помогает агентам скрыться.
Скалли и Малдер отправляются на Арлингтонское кладбище и находят могилы «Одиноких стрелков». Агенты обнаруживают, что на надгробных плитах указаны неправильные даты рождения, совпадающие с датами смерти трёх американских президентов. Разгадав головоломку, они обнаруживают могилу Рональда Пакулы, известного как Глубокая Глотка. Скалли и Малдер находят на его надгробной плите чип с QR-кодом. Русский, ранее напавший на агентов в доме, открывает стрельбу, но Малдер вырубает его.
Малдер и Скалли сканируют код и находят изображения небоскреба Titanpointe в Нью-Йорке, штаб-квартиры тайной программы АНБ под названием Blarney. Она была создана в 70-е годы для массовой слежки за людьми и расширена после событий 11 сентября. Скиннер предоставляет агентам онлайн-доступ к «Секретным материалам».
Малдер и Скалли обнаруживают, что все файлы, связанные с Лэнгли, были взломаны и удалены. В одной из папок «Одиноких стрелков» они находят файл, который приводит их к Карен Хэмби. Она объясняет, что 16 лет назад её и Лэнгли отвели в лабораторию, сканировали мозг и загрузили сознание в симуляцию. Эти копии активируются после смерти. Хэмби добавляет, что с Малдером связалось виртуальное сознание Лэнгли. Прежде, чем Хэмби успевает объяснить, как связаться с Лэнгли в симуляторе, её убивает киллер, которого в ответ убивает Скалли.
Малдер использует алгоритмы Хэмби для общения с Лэнгли, который рассказывает о жизни в виртуальной реальности. В этом мире он ест хот-доги и пончики весь день, «Ramones» играют каждый вечер и никогда не ссорятся, а «Нью-Ингленд Пэтриотс» никогда не побеждают. Однако Лэнгли просит Малдера уничтожить этот мир, который он называет концлагерем: его обитатели, величайшие умы человечества, превращены в цифровых рабов.
Малдер и Скалли направляются в здание Long Lines. Во время подъёма по лестнице на них нападают, но Скалли удаётся скрыться. Малдера отводят в зал, где находится Эрика Прайс, которая отвечает за разработку симуляции. Она рассказывает, что компания беспрепятственно загружает в систему разум людей во время их разговоров по смартфонам и советует Малдеру изменить взгляды на мир.
Малдер затевает драку с охранником. Тем временем Скалли разбивает стеклянный барьер, защищающий серверы, и отключает симулятор. Впоследствии Скалли и Малдер возвращаются в здание с агентами ФБР, но находят лишь пустые офис и серверную.
Лэнгли вновь выходит на связь с Малдером и просит уничтожить резервные копии. Но прежде, чем он успевает сказать об их местонахождении, русский, ставший частью виртуального мира, вырубает Лэнгли.

## Отзывы критиков
На сайте-агрегаторе Rotten Tomatoes эпизод держит 100 % «свежести» на основе 12 отзывов критиков со средним рейтингом 7,94/10.